# Paul Henri Lecomte
Paul Henri Lecomte fou un botànic francès (8 de gener de 1856, Saint-Nabord - 12 de juny de 1934, París).

## Biografia
Ingressa a la "Escola Normal de Vosges i és preceptor a Xertigny i després a Épinal. Posteriorment obté el seu Batxillerat, i és assistent de professor a Chaumont i a Nancy.
L'any 1881, és llicenciat en Ciències Naturals i Polítiques. El 1884 és agregat en Ciències Naturals, i esdevé professor en el Liceu Saint-Louis de París. Complint les seves funcions, es troba sovint al laboratori de Botànica del Museu Nacional d'Història Natural de França, a París, dirigit per Philippe Van Tieghem (1839-1914).
Obté el seu doctorat el 1889 i participa de missions científiques a Àfrica del Nord, Egipte, Antilles, Guyana, i Indoxina.
Després de treballar " ad honorem" durant vint anys al Museu, obté la càtedra de Fanerògames en aquest Museu Nacional d'Història Natural l'any 1906, succeint a Louis Édouard Bureau (1830-1918).
L'any 1917 és nomenat membre de l'Acadèmia de les Ciències.
És autor de quinze llibres, entre ells:
- Notions de botanique,[1]
- Formation de la vanilline dans la vanille,[2]
- Els bois d'Indochine (Els Arbres de la Indoxina)[3]
- Madagascar: els bois de la forêt d'Analamazaotra (Madagascar: Els arbres dels boscos d'Analamazaotra (Andasibe)).[4]

Es retira l'any 1931.

## Honors
- President de la Société Botanique de France, l'any 1910

### Epònims
Gènere
- (Podostemaceae) Lecomtea Koidz.[5]

Espècies
- (Anacardiaceae) Protorhus lecomtei H.Perrier[6]

- (Lauraceae) Actinodaphne lecomtei C.K.Allen[7]>

- (Loganiaceae) Strychnos lecomtei A.Chev. exHutch., Dalziel[8]

## Font
- Brummitt, R. K.; C. I. Powell. 1992. Authors of Plant Names. Royal Botanic Gardens, Kew. ISBN 1-84246-085-4

- Philippe Jaussaud & Édouard R. Brygoo. 2004. Du Jardin au Muséum en 516 biographies. Museu Nacional d'Història Natural de Paris : 630 p.

- Traduccions dels Articles en llengua anglesa i francesa de Wikipedia.